# Rubus vratnensis
Rubus vratnensis är en rosväxtart som beskrevs av J. Holub. Rubus vratnensis ingår i släktet rubusar, och familjen rosväxter. Inga underarter finns listade i Catalogue of Life.